# Aleksander Labuda
Pour les articles homonymes, voir Labuda.
Aleksander Wit Labuda, né le 15 juin 1944 à Chroberz (commune de Złota, actuelle voïvodie de Sainte-Croix), est un philologue polonais romanisant et polonisant, théoricien de la littérature, professeur à l'université de Wrocław.

## Biographie
Aleksander W. Labuda achève ses études de lettres polonaises à l'université Adam-Mickiewicz de Poznań en 1967 puis de lettres françaises à l'université de Wrocław en 1969. Il soutient sa thèse de doctorat en 1974 et en 1982 son habilitation à Poznań.
De 1991 à sa retraite, il est professeur à l'Institut de philologie romane (pl) de l'université de Wrocław, où il avait été assistant de 1967 à 1970. De 1970 à 1973, il enseigne la langue et la civilisation polonaises au Centre universitaire des langues orientales vivantes, devenu en 1971 Institut national des langues et civilisations orientales, établissement public rattaché à l'Université Sorbonne Nouvelle - Paris 3.
Militant de l'opposition démocratique dans les années 1970 et en 1980-1981, il est interné durant l'état de siège en Pologne (1981-1983) et reprend ses activités clandestinement dans les années 1980.
Ses engagements politiques le conduisent à participer en 1990 à la création du parti centriste soutenant Tadeusz Mazowiecki, le ROAD (pl), avec Zbigniew Bujak et Władysław Frasyniuk, rejoints par Jacek Kuroń, Barbara Labuda (son épouse alors députée), Bronisław Geremek et Marek Edelman, puis de leurs héritiers l'Union démocratique et l'Union pour la liberté (UW).
Il est le fils de l'historien médiéviste Gerard Labuda (1916-2010), recteur de l'université Adam-Mickiewicz de Poznań de 1962 à 1965.
En 2015, le président de la République de Pologne Bronislaw Komorowski lui décerne la Croix de Commandeur de l'Ordre Polonia Restituta pour sa « contribution exceptionnelle aux transformations démocratiques en Pologne, pour ses réalisations dans le domaine social, la recherche et l'enseignement.

## Lens externes
- Ressource relative à la recherche :   - Nauka Polska
- Notices d'autorité :   - VIAF
  - ISNI
  - BnF (données)
  - IdRef
  - LCCN
  - GND
  - Belgique
  - Pays-Bas
  - Pologne
  - Israël
  - NUKAT
  - Norvège
  - WorldCat